# Portos e Caminhos de Ferro de Moçambique
Portos e Caminhos de Ferro de Moçambique (en abrégé CFM ; en français : Ports et chemins de fer du Mozambique) est une entreprise publique qui supervise le système ferroviaire du Mozambique et les ports qui y sont connectés.
Le réseau ferroviaire est composé d'un total de 2 983 km de voies ferrée à écartement de 1 067 mm, dit de voie sud-africaine, ce qui le rend compatible avec les réseaux ferroviaires voisins.
Le système a été développé sur plus d'un siècle à partir de trois ports de l'océan Indien qui servent d'interface de transport entre l'arrière pays mozambicain, des pays voisin souvent enclavés (Afrique du Sud, Eswatini, Zimbabwe, Malawi, Zambie) et le monde extérieur.
Les voies ferrées ont été des cibles majeures pendant la guerre civile mozambicaine et sont toujours en cours de réhabilitation. Leur gestion est largement externalisée. Il n'existe pas d'interconnexion entre les trois lignes. Chaque ligne possède son propre corridor de développement.

## Chemin de fer de Nacala / CFM Norte
Le port de Nacala est le terminal maritime du chemin de fer de Nacala. La construction des voies a commencé en 1915 à partir du port de Lumbo, mais le projet a périclité et la construction s'est arrêtée à Monapo. Lorsque la construction a repris, il a été décidé que le port de Nacala serait le nouveau terminus et une branche a été construite entre Monapo et Nacala. En 1932, le chemin de fer atteignait 350 km, de Nacala à Mutivasse, et en 1950 il s'étendait jusqu'à Nova Freixo (de nos jours Cuamba), à 538 km de Nacala. Quarante-six km supplémentaires sont construits vers le nord-ouest jusqu'à Vila Cabral (de nos jours Lichinga). En 1970, le gouvernement du Malawi achève la liaison entre Nova Freixo et Nkaya au Malawi, où le chemin de fer de Nacala est interconnecté à la principale ligne ferroviaire nord-sud des chemins de fer du Malawi. La ligne Nacala constitue une route plus longue mais plus directe du Malawi vers l'océan que l'ancienne ligne de Sena vers le port de Beira, la majeure partie du trafic de marchandises du Malawi se déplace en conséquence vers la ligne Nacala. La ligne a été fermée en 1984, lorsque les rebelles de la RENAMO ont fait exploser une partie des voies au cours de la guerre civile mozambicaine.
Le gouvernement mozambicain a lancé des travaux de réhabilitation de la ligne en novembre 2005 en collaboration avec l'entreprise minière brésilienne Vale qui exploite le gisement houiller de la mine de Moatize. Cette dernière a investi dans la réfection de la ligne qu'elle fait prolonger jusqu'à Moatize. Les travaux, qui incluaient aussi la création d'un terminal maritime pour les exportations de charbon dans le port de Nacala, se sont achevés en 2017.
En décembre 2021, Vale cède ses actifs de Moatize à Vulcan Minerals (filiale du groupe indien Jindal Steel & Power). Cette entreprise reprend aussi l'exploitation ferroviaire, tant pour le fret que pour les passagers via sa filiale Nacala Logistics.

## Chemin de fer de Beira / CFM Centro
La gare de Beira est le terminal maritime du chemin de fer Beira-Bulawayo, la plus ancienne voie ferrée du Mozambique qui permet la desserte du Zimbabwe, un pays enclavé. Cette ligne a été ouverte en 1899. La ligne de Sena, permet elle la liaison avec la mine de Moatize et, au delà le Malawi et la Zambie.

## Chemin de fer de Maputo / CFM Sul

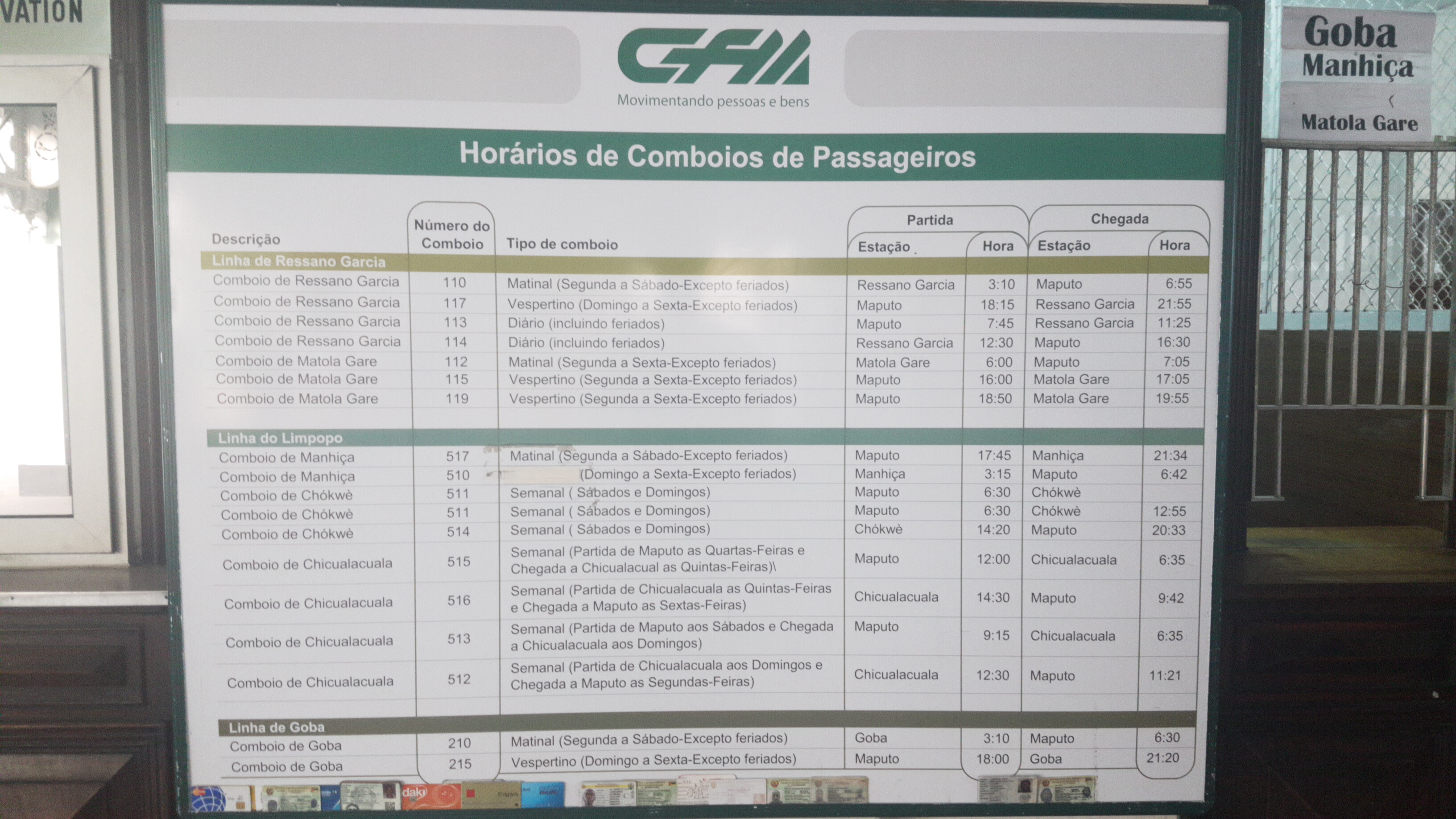
Horaires des trains à Maputo

Maputo et Matola sont les terminaux de la ligne de Maputo qui relie le Mozambique à la partie nord-est de l'Afrique du Sud. Comme la Ressano Garcia Railway Company, la ligne Pretoria-Maputo est gérée par le NLBP (New Limpopo Bridge Project Investments) en collaboration avec Transnet Freight Rail et Portos e Caminhos de Ferro de Moçambique, dans le but de réhabiliter et d'exploiter la ligne jusqu'à la frontière sud-africaine. En Afrique du Sud, la liaison mène à Komatipoort et ensuite à Johannesburg. La ligne de Maputo est également interconnectée avec Eswatini Railways et National Railways of Zimbabwe.

## Liaisons ferroviaires vers les pays limitrophes
- Malawi via le chemin de fer de Nacala ; connexion vers la ligne de Sena
- Afrique du Sud - même jauge - 1,067 mm  - Chemin de fer Pretoria-Maputo
- Eswatini - même jauge - 1,067 mm  - Chemin de fer de Goba
- Tanzanie pas de liaison directe - rupture de jauge - 1,067 mm / 1,000 mm
- Zambie, pas de lien direct, mais liaison possible en correspondance au Malawi avec le chemin de fer de Nacala.
- Zimbabwe - même gauge - - 1,067 mm , depuis Beira (Chemin de fer Beira-Bulawayo) et Maputo (Chemin de fer du Limpopo)